# Periphyllus californiensis
Periphyllus californiensis är en insektsart. Periphyllus californiensis ingår i släktet Periphyllus och familjen långrörsbladlöss.

## Underarter
Arten delas in i följande underarter:
- P. c. californiensis
- P. c. darjeelingensis